# The Fun of Watching Fireworks
The Fun of Watching Fireworks es el primer álbum de estudio de la banda norteamericana The American Analog Set. Fue lanzado el 20 de agosto de 1996 por Emperor Jones.

## Lista de canciones
1. "Diana Slowburner II" – 5:23
2. "On My Way" – 9:51
3. "Gone to Earth" – 7:03
4. "On the Run's Where I'm From" – 6:16
5. "Dim Stars (The Boy in My Arms)" – 6:14
6. "Trespassers in the Stereo Field" – 1:22
7. "Too Tired to Shine II" – 6:05
8. "It's Alright" – 1:47

- Datos: Q7735450